# 남십자자리 베타
미모사 또는 베크룩스, 남십자자리 베타(β Cru)는 남십자성의 주요 구성원으로 남십자자리에서 아크룩스 다음으로 밝고 밤하늘에서 19 번째로 밝은 항성이다. 미모사는 쌍성이거나 삼중성계로 추정된다.

## 명칭
이 별을 부르는 이름으로 관습적 명칭인 미모사와 역사적 명칭인 베크룩스가 있다. 미모사는 '배우'를 뜻하는 라틴어에서 유래했으나 같은 이름을 지닌 풀에서 온 것일 수도 있다. 2016년 국제천문연맹(IAU)은 항성들의 고유 명칭을 목록화 및 표준화할 목적으로 항성명칭 워킹그룹(WGSN)을 조직했다. WGSN은 2016년 7월 항성 명칭을 최초로 공고했으며 미모사는 여기에 포함되었다.
남십자자리 베타(β Cru)는 항성계를 바이어 명명법에 의해 지칭하는 표기이다. 베크룩스(Becrux)는 근대에 바이어 명명 방식을 축약하여 표현한 이름이다.
미모사는 대략 −60°에 위치하고 있기 때문에 북위 30° 이북에서는 볼 수 없다. 고대 그리스 및 로마인들은 지구 자전축의 세차 운동 때문에 이 별을 볼 수 있었으며 미모사를 센타우루스자리의 일부분으로 간주했다.
중화권에서 미모사는 십자가(十字架)에 속해 있는데 십자가의 구성원은 아크룩스, 미모사, 가크룩스, 남십자자리 델타이다. 이 중에 미모사 하나를 일컫는 명칭은 십자가3(十字架三)이다.

## 항성계

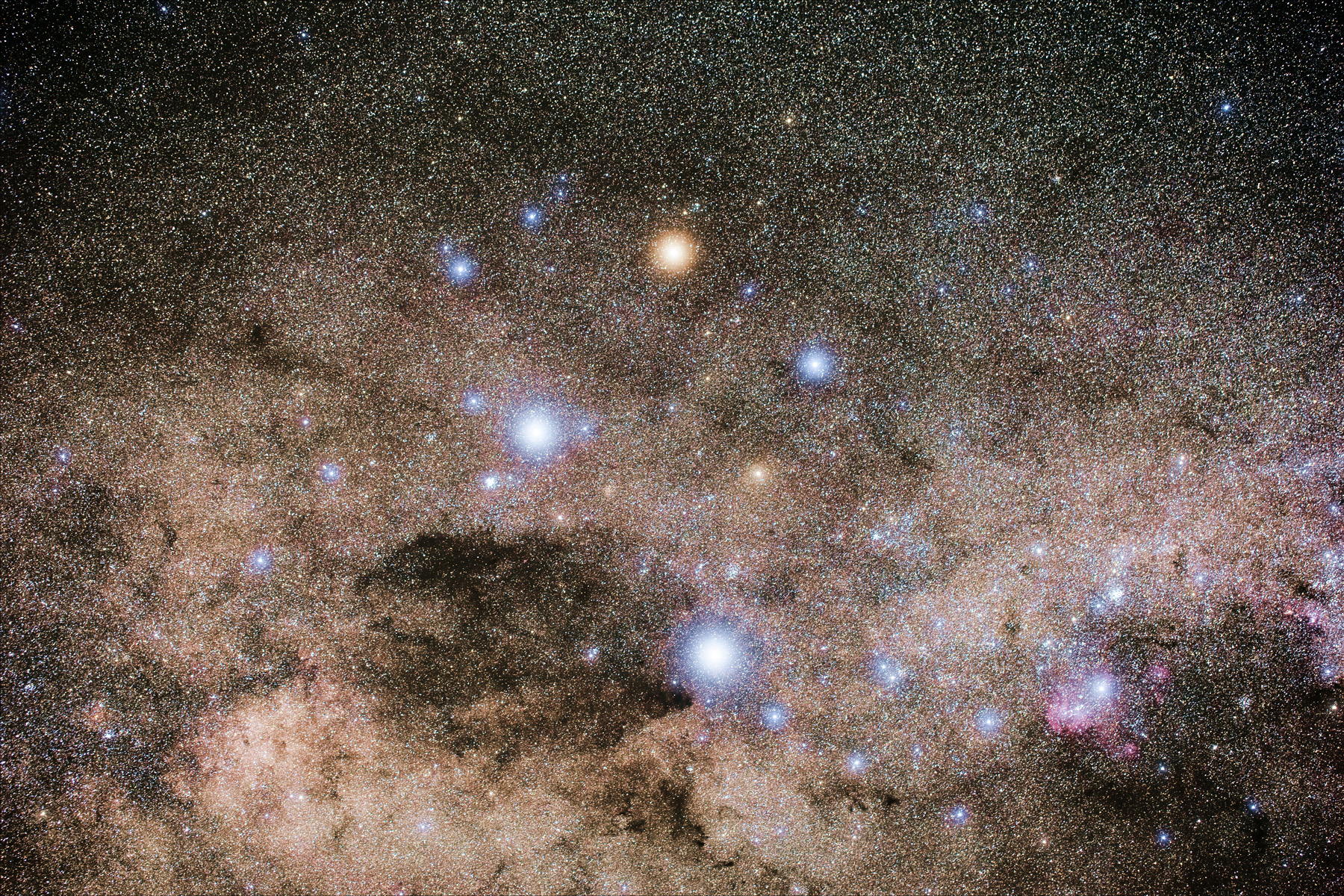
남십자자리의 모습. 미모사는 4개 별 중 9시 방향에 있다.

시차 자료에 기반하여 계산한 지구로부터 미모사까지의 거리는 약 280 광년(86 파섹)이다. 1957년 독일 천문학자 불프 디터 하인츠는 미모사가 분광쌍성임을 알아냈다. 미모사의 구성원들은 너무 가까이 붙어 있기 때문에 망원경으로 봐야 분리되어 보인다. 구성원 둘의 간격은 5.4 ~ 12.0 천문단위이며 서로를 5년에 1회 공전하고 있다. 미모사 항성계의 나이는 800만 ~ 1100만 년에 불과하다.
주성(主星) 미모사 A는 태양 질량의 16배 정도로 무거운 항성이다. 이 별의 예상 자전 속도는 초당 35 킬로미터 정도이다. 그러나 두 별의 공전면 각도는 약 10°로 A의 극 경사각 역시 작을 확률이 높다. 이로부터 추정되는 A의 방위각 회전 속도는 매우 높아 초당 120 킬로미터 정도이다. 반지름은 태양의 약 8.4배로 이로부터 항성이 1회 회전하는 데 걸리는 시간이 3.6일 정도밖에 되지 않음을 알 수 있다.
미모사 A의 유효온도는 약 27,000 켈빈으로 불안정띠의 온도 상한선에 해당되지만 세페우스자리 베타형 변광성으로 분류된다. A의 맥동 형태는 모두 세 종류가 있는데 셋 모두 방사형이 아니다. 맥동 패턴 셋의 주기는 모두 4.03 ~ 4.59 시간 범위 내에 있다. A의 분광형은 B0.5 III으로 광도분류 III은 이 별이 중심핵에 있는 수소를 소진하고 거성으로 진화한 상태임을 뜻한다. 항성 외포층의 뜨거운 온도 때문에 별은 B형 항성의 특징인 청백색 빛을 띤다. A는 강력한 항성풍을 만들어 내기 때문에 매년 태양 질량의 10−8배에 해당되는 물질을 잃고 있다. 이는 미모사 A가 100만 년 동안 태양 질량과 맞먹는 물질을 잃고 있다고 표현할 수도 있다. 항성풍은 미모사 계를 초당 2000 킬로미터 혹은 그 이상의 속도로 떠나고 있다.
반성 미모사 B는 분광형 B2의 주계열성일 확률이 높다. 2007년 세 번째 반성의 발견이 공식 발표되었다. 이 별은 질량이 작은 전주계열성일 확률이 높으며 찬드라 엑스선 천문대에서 이 별의 엑스선 방출을 포착했다. 미모사 계에서 각각 44 초각, 370 초각 떨어져 있는 다른 별 두 개는 물리적으로 묶여 있지 않은 안시 동반성 같다. 미모사 계는 전갈자리-센타우루스자리 성협에서 '아래쪽 센타우루스자리-남십자자리 서브그룹'의 일원일 가능성이 있다. 이 성협은 같은 곳에서 태어난 항성들의 무리이다.

## 문화
미모사는 남십자성의 일원이므로 남십자성이 들어가 있는 오스트레일리아, 뉴질랜드, 사모아, 파푸아뉴기니의 국기에 등장한다. 브라질의 국기에 등장하는 27개 항성들 중 미모사는 리우데자네이루주를 상징한다.
가축 수송선 MV Becrux는 미모사의 명칭을 딴 배로, 가축을 오스트레일리아로부터 인도네시아로 수출하는 데 사용한다. 캐나다 제작 다큐멘터리 Mighty Ships 의 시즌 1 제2화에서 이 배를 집중적으로 다뤘다.